# Gravitacijska praćka
U orbitalnoj mehanici i zrakoplovnom inženjerstvu, gravitacijska praćka, manevar gravitacijske asistencije, ili swing-by je korištenje relativnog kretanja (na primjer, u orbiti oko Sunca), i gravitacije planeta ili drugog astronomskog objekta s ciljem promjene puta i brzine svemirske letjelice, kako bi se uštedjelo gorivo, vrijeme i financijska sredstva. Asistencija se može koristiti za ubrzanje svemirskog broda, odnosno povećanje ili smanjenje brzine i/ili promjenu putanje. Asistencija se ostvaruje kretanjem gravitirajućeg dok vuće letjelicu. Manevar se koristio za interplanetarne sonde od Marinera 10 nadalje, uključujući i dvije sonde Voyager, koje su napravile značajne prelete Jupitera i Saturna.

## Objašnjenje
Gravitacijska praćka oko planeta mijenja brzinu svemirske letjelice (u odnosu na Sunce) na ulazu i izlazu iz gravitacijskog polja planeta. Brzina svemirskog broda se povećava tijekom približavanja planetu i smanjuje se tijekom bijega iz njegova gravitacijskog polja. Svi se planeti vrte oko Sunca. Letjelica iskorištava ovo kretanje u svoju korist: kako bi povećala svoju brzinu, letjelica mora ići u smjeru kretanja planeta (uzimajući malu količinu orbitalne energije planeta); kako bi smanjila brzinu, letjelica se kreće suprotno od kretanja planeta. Iznos kinetičke energije oba tijela ostaje konstantan. Gravitacijska praćka se može koristiti i za promijenu putanje i brzine svemirske letjelice oko Sunca.
Slična Zemaljska analogija: teniska loptica odbija se od prednjeg dijela vlaka u pokretu. Zamislite, stojite na željezničkoj platformi, i bacate lopticu brzinom od 30 km/h u smjeru vlaka koji se približava brzinom od 50 km/h Strojar vlaka vidi loptu koja se približava brzinom od 80 km/h, a zatim odlazi 80 km/h nakon što je elastično odskočila s prednjeg dijela vlaka. Zbog kretanja vlaka, završna brzina loptive je 130 km/h u odnosu na željezničku platformu; lopta je dodala dvije brzine vlaka na svoju brzinu.
Prevodeći ovu analogiju u svemir, "nepomičan" promatrač vidi kako se planet kreće ulijevo brzinom U, a svemirska letjelica brzinom v. Ako letjelica putuje ispravnom putanjom, proći će blizu planeta, brzinom U + v relativno na površinu planeta jer se planet kreće u suprotnom smjeru brzinom U. Kad letjelica napusti orbitu, ima brzinu U + v relativno na površinu planeta ali u suprotnom smjeru (ulijevo).  S obzirom na to da se planet kreće brzinom U, ukupna brzina letjelice relativno na promatrača bit će jednaka brzini planeta plus brzini letjelice relativno na površinu planeta. Brzina je tad U + (U + v) = 2U + v .
Ovaj pojednostavljeni primjer je nemoguće preraditi bez dodatnih detalja o orbiti, ali ako se svemirska letjelica kreće po paraboličnoj putanji, ona tad može napustiti planet u suprotnom smjeru bez paljenja vlastitih motora, a rezultantna brzina zaista iznosi 2U nakon što letjelica napusti gravitaciju planeta.
Ovo objašnjenje može prividno kršiti zakon očuvanja energije i kutne količine gibanja, dodajući brzinu letjelici iz ničega, ali u obzir se moraju uzeti i efekti svemirske letjelice na planet, kako bi se dobila cjelovita slika. Linearna količina gibanja koju letjelica dobije jednaka je po veličini količini gibanja koju planet izgubi, pa letjelica dobiva brzinu dok planet gubi brzinu. Međutim, planet ima ogromnu masu u usporedbi s letjelicom, što čini promjenu brzine zanemarivom. Ovi učinci na planet su toliko beznačajne, da ih se može zanemariti u izračunima.
Realistični prikazi u prostoru zahtijevaju uporabu tri dimenzije. Primjenjuju se isti principi, samo se brzini letjelice dodaje brzina planeta, što zahtijeva zbrajanje vektora, kao što je prikazano u nastavku.
Zbog reverzibilnost orbita, gravitacijska praćka se također može koristiti za smanjivanje brzine letjelice. I Мariner-10 i MESSENGER izveli su taj manevar, kako bi stigli do Merkura.
Ako je potrebna još veća brzina no što se može dobiti od gravitacijske praćke, najekonomičniji način korištenja raketnog goriva je na periapsisu. Motori rakete uvijek daju istu promjenu brzine(∆v), ali promjena kinetičke energije je proporcionalna brzini vozila u trenutku paljenja. Stoga, da bi se dobila maksimalna kinetička energija od motora, paljenje se mora dogoditi na periapsisu, kad letjelica ima najveću brzinu. Oberthov učinak detaljnije opisuje ovu tehniku.